# Albright-Knox Art Gallery din Buffalo

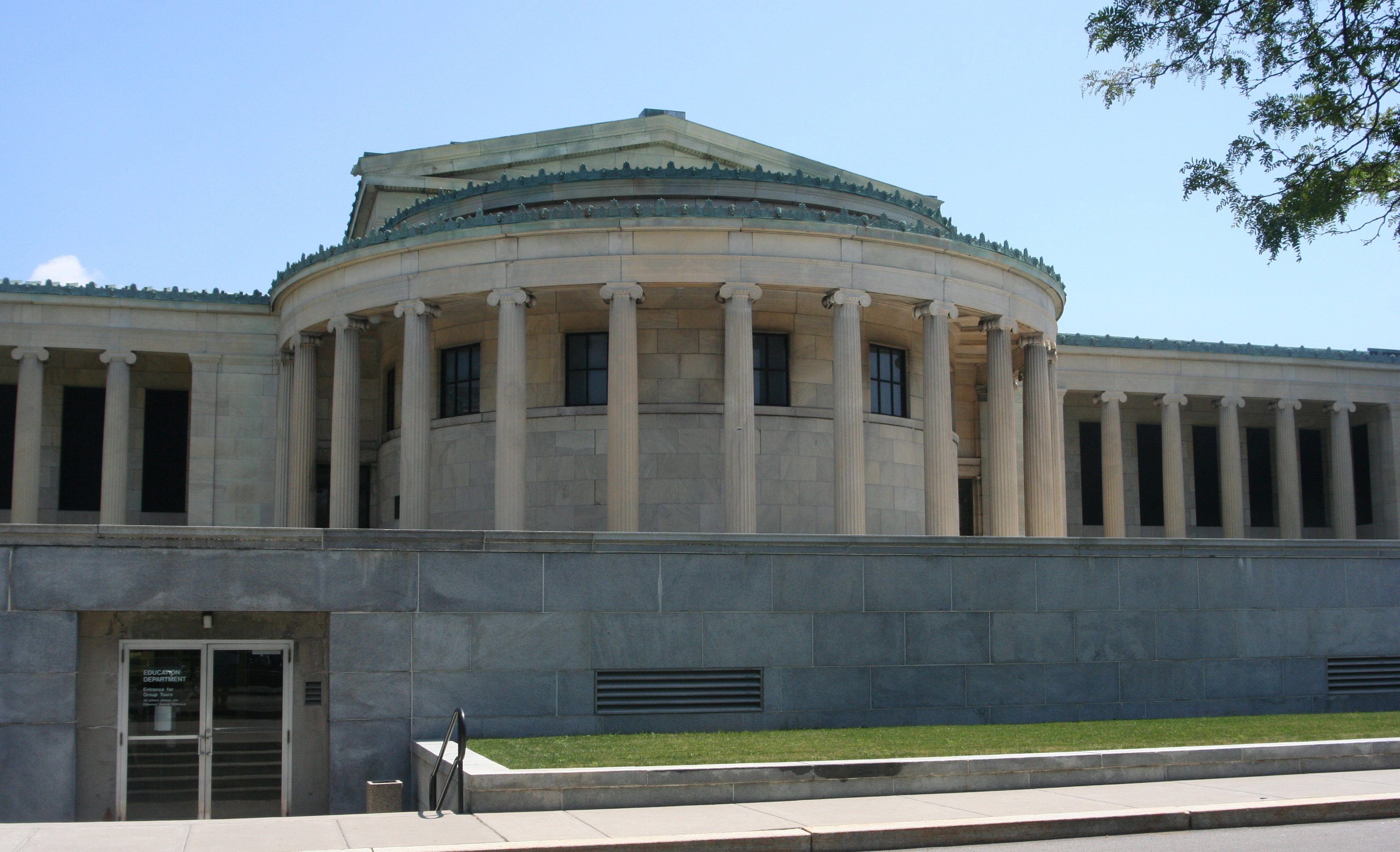
Faţada muzeului

Albright-Knox Art Gallery este un muzeu de artă antică, modernă și contemporană cu sediul în Elmwood Avenue 1285, la Buffalo, în SUA.
Muzeul expune opere ale artiștilor: Giacomo Balla, Georges Braque, Marc Chagall, Edgar Degas, Paul Gauguin, Fernand Léger, Henri Matisse, Joan Miró, Piet Mondrian, Claude Monet, Pablo Picasso, Pierre-Auguste Renoir, Georges-Pierre Seurat, Alfred Sisley, Vincent Van Gogh și alții.

## Sediul
Acest muzeu este situat în Delaware Park Area, întinsa arie verde din partea nordică a centrului citadin, rodul proiectului urban a lui Frederick Law Olmstead din secolul al XIX-lea.

## Istoria
Numele muzeului provine de la persoanele care au contribuit la înființarea lui, John J. Albright, respectiv care au ajutat la mărirea muzeului, Seymour H. Knox.
Colecția muzeului provine în cea mai amare parte a sa de la colecția instituției Buffalo Fine Arts Academy, una dintre primele academii de artă din America (1862).
La începutul anilor 1900, cu ocazia expoziției „Pan American Exposition”, grație fondurilor oferite de Albright a fost realizată o structură expozitivă.
Edificiul a fost proiectat de Edward B. Greene și a fost terminat în 1905, când a devenit sediul „Albright Art Gallery”.
Îndată după această deschidere au fost aduse și colecțiile Academiei și alte donații.
Creșterea colecției cerea un spațiu mai mare. S-a decis atunci să se caute un sediu potrivit. A fost Seymour H. Knox cel care a finalizat noua construcție realizată pe baza proiectului lui Gordon Bunshaft în a doua jumătate a anilor '50.
Noul muzeu a fost inaugurat în 1962.
Una dintre atracțiile principale ale muzeului este Grădina Sculpturilor (S. Garden), care se află în centrul noii aule.
Prin vitraliile care desparte edificiul de grădină pot fi admirate cele 14 sculpturi prezente aici.
Cei mai mari artiști reprezentați sunt: George Rickey, Lucio Fontana, David Smith și alții.

## Capodoperele

### Giacomo Balla
- Energia unui câine în lesă (1912)

### Marc Chagall
- Acrobatul (1914)

### Paul Gauguin
- Christos galben (1889)
- Spiritul morților veghează (Manao Tupapau) (1892)

### Georges-Pierre Seurat
- Studiul final pentru Chahut (1889